# Bobobo
Bobobo (també denominada com Bo x 7, Bo^7, o Bo-bobo, Bobobo-bo Bo-bobo o ボボボーボ・ボーボボ) és una sèrie d'animació japonesa creada per Yoshio Sawai i Toei Animation el 2003 basada en el manga Bobobo-bo Bo-bobo, escrit i il·lustrat per Yoshio Sawai, va ser serialitzat a la revista de manga shōnen de Shueisha Weekly Shōnen Jump del 20 de febrer de 2001, fins al 14 de novembre de 2005. Shueisha va reunir els seus 230 capítols individuals en vint-i-un volums tankōbon, publicats del 4 de juliol de 2001 al 2 de maig de 2006.
Es va començar a emetre l'11 d'agost de 2003. A Espanya s'ha emès a Canal 2 Andalucía, K3, Castilla-La Mancha TV, Telemadrid i a IB3.
La pretensió dels seus creadors no és transmetre a l'espectador una història profunda sinó fer-lo riure mitjançant constants acudits i situacions absurdes. També s'hi fan paròdies i referències a nombroses sèries d'anime famoses que són ben benvolgudes pels otakus, aficionats a aquest gènere d'animació.
La sèrie de televisió va veure la llum l'11 d'agost de 2003. S'ha emès a tot occident pel canal de televisió Cartoon Network, present en nombrosos països d'Amèrica i Europa.
Malgrat que el manga encara segueix publicant-se, la sèrie va constar de només 76 episodis per la pressió de les associacions japoneses de pares i professors, les quals la consideraven violenta i amb acudits escatològics. La notícia de la cancel·lació no va ser ben rebuda pels seus fans.

## Argument
L'any 300X la Terra cau sota el domini del malvat quart emperador de la dinastia Calba-lluent. Per a afermar el seu poder decideix crear un exèrcit de Rapadors, que es dediquen a rapar el cap a gent de tot el món. En Bobobo, que des de menut va tenir l'especial habilitat de comunicar-se amb el pèl de la gent i fins i tot amb el seu propi, es veu empès a lluitar contra ell i pren el pseudònim de "El llibertacabelleres". Amb l'ajuda de personatges igual o més estrafolaris que ell anirà derrotant a les diferents divisions de l'exèrcit del malvat emperador fins a crear un món en el qual el pèl de la gent pugui ser lliure.

## Llista d'episodis
1. El dels pèls vivents, el dels superfuets!
2. El dels pèls que ploren, el sentimental
3. Uns calçotets-ànec de vint-i-cinc anys
4. El gran rei dels pèls del nas!
5. Sushi i conilletes! Atac de rajos d'arròs amb te!
6. L'aterridora tècnica ultrasecreta dels fideus freds!
7. La desena edició de Miss Gallina! El pollet i el misteriós guardià Softon!
8. L'alliberament dels esperits! El mètode Piu, piu, piu!
9. La identitat del noi misteriós i l'atac flatulent!
10. Hem de protegir la Terra! La contrasenya és: puf, puf, quina bona olor!
11. L'agraïment de la grua de la traïció i desig!
12. El formidable rival del cos tremolós. En Tokoro Tennosuke!
13. Vint-i-quatre hores trepidants al parc d'atraccions! L'hipopòtam mafiós al descobert
14. El casament a la casa encantada! Pare, mare, sóc molt feliç!
15. La tècnica de l'atac tremolós! Les bombes de gelatina d'en Tokoro Tennosuke! Però si no tenen gust de res
16. Adéu, Tokoro Tennosuke, enemic terrible! Hola, Dengakuman, enemic nou!
17. El tupè contra el pentinat afro! Els eterns rivals, rucs de naixement!
18. Hem d'entrar a la fortalesa! L'estratègia de l'àcid!
19. Destins entortolligats! Això potser sortirà al pròxim examen!
20. Un viatge ple d'aventures! Descobrim el punt feble d'en Bo-Bobo al món de Babilònia
21. Adéu, Bo-Bobo! El combat definitiu amb pèls del nas! Però no és l'últim episodi, eh!
22. El ben plantat misteriós. Et tancaré el cor amb pany i clau!
23. Benvinguts a la mansió Malasang! El retorn dels calçotets-ànec!
24. L'esgarrifosa base de l'esquadró rapador zeta! Platja i concurs: l'emmascarat de...
25. Neix el nou Bo-Bobo amb triangles de pasta de peix! El pare aguanta tant com pot...
26. La reaparició d'un enemic terrible: en Dengakuman! Vull tenir amics!
27. L'atac a la llegendària base de l'esquadró llagrimós! Va, eixuga't les llàgrimes...
28. Lluita a mort! La tècnica nasal contra la de l'arròs! Baralleu-vos com bons amic...
29. En Bo-Bobo i l'arròs. Trenta minuts a la cuina! Senyores, què els sembla el menú...
30. El castell del ninja de la tempesta... Llavis, robins i culets de porc. Quin coi...
31. Els cinc mestres ninja assassins contra les estrelles Bo-Bobo. El nadó Heppokoma...
32. En marxa. Bobopachinosuke! Sense por! De debò?
33. Final, ja veuràs com et derroto! Ho ha dit en Tennosuke!
34. Aquí no sobreviu ni l'apuntador!
35. Noia torpede! En nom de la Terra, t'ajusticiaré!
36. Marxem cap a Al·leluialàndia! Ens hi espera l'infern?
37. Bola pilosa nasal llampeguejant!
38. Anem al castell de la pasta. Comença el combat!
39. Els tres germans infernals contra els tres lluitadors a llàgrima viva! Qui fa el...
40. Al·lekurani, et derrotarem!
41. Una lluita espaterrant contra l'Al·lekurani! Mireu, sóc el superil·lusionista!
42. Comença el joc de l'ocadiversió! Veniu tots, hi esteu convidats!
43. El darrer duel definitiu contra l'Al·lekunari! Per fi el resolem! O això semblav...
44. Apareixen els sis guerrers cervellectrònics! I l'home ballarina també ens seduir...
45. Una invitació a l'abisme! El combat aeri! Comença la lluita del pònting!
46. Un missatger de la justícia sorgit de les tenebres! La noia torpede fa la seva...
47. Una lluita ferotge, l'encerto o no? La ceba també hi apareixerà
48. Apareix la Denbochan, la noia meravellosa. El conjur de l'amor és... la platja e
49. Superdifícil! Duel de coeficients intel·lectuals! Giga, fes-nos front i veuràs!
50. El segel desfermat. Apareix en Supergiga! Ens n'anem a fer nones.
51. El poder de l'art contra l'esperit dels péls del nas. Els puny d'acer apassionat
52. Benvingut, Heppo. Comença un nout viatge./Arriben nous enemics. Lluita fins a la
53. Tots pugen de nivell. / Les millores no serveixen per res
54. Endavant, Superbobobo! / La batalla al parterre de set colors
55. T'esperàvem, impredictible! / Amics i enemics pels aires
56. Combat de ciència-ficció amb un canvi de roba / Endavant el cotxe de l'amor
57. El parc aquàtic infernal / Prou de fer el ximple!
58. Combat mecànic sobre gel / Qui necessita regles en aquesta batalla?
59. Fusió absurda Pachibobo / Lluita ferotge amb un triangle amorós
60. Els tres destins / Tots contra tots
61. Comença el pit i cuixa / No podem deixar que això es malbarati
62. Som al regne dels sons mortals / A dormir tots juntets
63. El passat de la Rem / Lambada, un poderós enemic contra la força del sol negre
64. Endavant els polígons / Així que també t'agrada maquillar-te i ballar?
65. Combat a mort ardent a la sopa de pasta / Que fort, el poder d'en pasta de peix!
66. Amb un plat per esmorzar n'hi ha prou / Oh, gràcies!
67. Apareix un heroi fred, sense escrúpols i massa poderós / Finalment es posa en marxa
68. Surten els resultats del concurs de popularitat / Combat triangular amb les tècn
69. Quina amenaça! Màgies blaves i roges / Per la pinta que fa, ha de ser molt poder
70. Per fi tenim la conclusió / La batalla per decidir el nou emperador
71. El moment més crític de la Beauty / Aconseguim els millors fideus del món mundial
72. Comença la batalla / Estem sota l'amenaça dels índexs d'audiència
73. Batalla campal per les insígnies / La samba d'en Bobobo
74. El camp de batalla és un Heppo gegant / Transformació
75. Arribem a l'últim combat definitiu / Ara, el furiós és en Superbobobo
76. Es presenta la Superdenbo / Per fi, el combat definitiu

## Cançons
Obertures:
- 1r: Wild Chalenger, de Jindô (cap. 1-32)
- 2n: Baka Survivor, d'Ulfuls (cap. 33-76)

Finals:
- 1r: Shiawase, de Mani Laba (cap. 1-19)
- 2n: Kirai Tune, de Freenote (cap. 20-32)
- 3r: H.P.S.J, de Mihimaru GT (cap. 33-76)